# Kainrathschlag
Kainrathschlag (früher auch Konradschlag) ist eine Ortschaft und eine Katastralgemeinde der Marktgemeinde Langschlag im Bezirk Zwettl in Niederösterreich.
Das Dorf befindet sich südwestlich von Langschlag an der Landesstraße L172 nach Liebenau, zum Katastralgemeindegebiet gehört auch die Einzellage Wiegen.

## Siedlungsentwicklung
Zum Jahreswechsel 1979/1980 befanden sich in der Katastralgemeinde Kainrathschlag insgesamt 43 Bauflächen mit 15.546 m² und 12 Gärten auf 784 m², 1989/1990 gab es 43 Bauflächen. 1999/2000 war die Zahl der Bauflächen auf 81 angewachsen und 2009/2010 bestanden 47 Gebäude auf 78 Bauflächen.

## Geschichte
Der Ort wurde 1377 zum ersten Mal schriftlich als Conradschlag erwähnt, 1380 dann im Rahmen einer Schenkung als Chunrazschlag.
Im Eintrag der Josephinischen Fassion aus Jahre 1786/87 gab es im heutigen Ort 34 Häuser.
Im Jahr 1822 wurde der Ort als Dorf mit insgesamt 37 Häusern genannt, das nach Langschlag eingepfarrt war, wohin auch die Kinder eingeschult wurden. Die Herrschaft Großpertholz besaß die Ortsobrigkeit, die Herrschaft Weitra übte die Landgerichtsbarkeit aus, die Herrschaft Großpertholz besorgte die Konskription und hatte die Grundherrschaft inne.
Der Bildstock entstand im 18. Jahrhundert, der darüber gebautem Glockenturm im 19. Jahrhundert. 1929 wurde die Freiwillige Feuerwehr gegründet. 
Nach der Entstehung der Ortsgemeinden 1849 wurde der Ort eine eigenständige Gemeinde.
Laut Adressbuch von Österreich waren im Jahr 1938 in der Ortsgemeinde Kainrathschlag ein Gastwirt, ein Schneider, ein Schuster, eine Viehhändler, ein Viktualienhändler, ein Wagner und mehrere Landwirte ansässig. Weiters gab es im Ort ein Sägewerk.
1949 wurde der Ort elektrifiziert.
Im Zuge der Niederösterreichischen Kommunalstrukturverbesserung wurde der Ort durch die Auflösung der Gemeinde Kainrathschlag am 1. Januar 1967 ein Teil der Gemeinde Langschlag.

## Bodennutzung
Die Katastralgemeinde ist landwirtschaftlich geprägt. 183 Hektar wurden zum Jahreswechsel 1979/1980 landwirtschaftlich genutzt und 230 Hektar waren forstwirtschaftlich geführte Waldflächen. 1999/2000 wurde auf 150 Hektar Landwirtschaft betrieben und 261 Hektar waren als forstwirtschaftlich genutzte Flächen ausgewiesen. Ende 2018 waren 133 Hektar als landwirtschaftliche Flächen genutzt und Forstwirtschaft wurde auf 270 Hektar betrieben. Die durchschnittliche Bodenklimazahl von Kainrathschlag beträgt 14,4 (Stand 2010).